# Pietro di Borbone-Spagna
Pietro di Borbone-Spagna, I duca di Dúrcal (Madrid, 12 dicembre 1862 – Parigi, 5 gennaio 1892) è stato un nobile spagnolo.

## Biografia
Era il figlio di Sebastiano di Borbone-Spagna, e della sua seconda moglie, Maria Cristina di Borbone-Spagna.
I suoi nonni paterni erano Pietro Carlo di Borbone-Spagna e sua moglie Maria Teresa di Braganza. I suoi nonni materni erano Francesco di Paola di Borbone-Spagna e sua moglie, la principessa Luisa Carlotta di Borbone-Due Sicilie. Il suo padrino era Pietro II del Brasile.
Sebbene sia suo padre che sua madre fossero infanti di Spagna per diritto di nascita ed erano strettamente legati alla famiglia reale spagnola, è stato deciso che i figli di Sebastiano non ostentassero il titolo di Infante (anche se erano stati autorizzati ad utilizzare il cognome Borbone) dal momento che la grande fortuna del padre era sufficiente a mantenere la famiglia in modo da non dipendere dalle casse dello Stato.
Dopo l'esilio della sua famiglia in Francia (1868) e la morte del padre (1875), Pietro e i suoi fratelli furono allevati da Alfonso XII e dalla madre. Insieme ai suoi fratelli, fu educato a Madrid e Vienna.
Il 23 gennaio 1885 fu creato Duca di Dúrcal.

## Matrimonio
Sposò, il 6 aprile 1885 a Madrid, María de la Caridad Madan (19 settembre 1867-10 febbraio 1912), figlia del generale Juan Antonio Madan. Ebbero tre figli:
- Maria Cristina di Borbone-Spagna (10 novembre 1886-14 dicembre 1985), sposò Maurits van Vollenhoven, non ebbero figli;
- Maria Pia di Borbone-Spagna (20 agosto 1888-14 luglio 1969), sposò in prime nozze Rafael Padilla, ebbero tre figli, e in seconde nozze Guillermo Raimundo, non ebbero figli;
- Ferdinando Sebastiano di Borbone-Spagna, duca di Dúrcal (4 febbraio 1891-28 marzo 1944), sposò María Letícia Bosch-Labrús, ebbero due figlie.

## Morte
Il duca di Dúrcal non era un uomo politicamente rilevante, e come il fratello, non era un uomo di grande intelletto. Il suo matrimonio fu un fallimento, anche se ebbe tre figli educati in Spagna e in Francia. La famiglia viveva principalmente a Parigi. Morì il 5 gennaio 1892. La vedova, in seguito, sposò Luis Fernando de Bessières.

## Ascendenza
|                                          |                        |                                           | Genitori                                 |  |  | Nonni |  |  | Bisnonni                      |  |  | Trisnonni               |  |
|                                          |                        |                                           |                                          |  |  |       |  |  | 8. Gabriele di Borbone-Spagna |  |  | 16. Carlo III di Spagna |  |
|                                          |                        |                                           |                                          |  |  |       |  |  | 8. Gabriele di Borbone-Spagna |  |  | 16. Carlo III di Spagna |  |
|                                          |                        | 17. Maria Amalia di Sassonia              |                                          |  |  |       |  |  | 8. Gabriele di Borbone-Spagna |  |  |                         |  |
| 4. Pietro Carlo di Borbone-Spagna        |                        |                                           |                                          |  |  |       |  |  | 8. Gabriele di Borbone-Spagna |  |  |                         |  |
|                                          |                        | 9. Maria Anna Vittoria di Braganza        | 18. Pietro III del Portogallo            |  |  |       |  |  |                               |  |  |                         |  |
|                                          |                        | 9. Maria Anna Vittoria di Braganza        | 18. Pietro III del Portogallo            |  |  |       |  |  |                               |  |  |                         |  |
|                                          |                        | 9. Maria Anna Vittoria di Braganza        | 19. Maria I del Portogallo               |  |  |       |  |  |                               |  |  |                         |  |
| 2. Sebastiano di Borbone-Spagna          |                        | 9. Maria Anna Vittoria di Braganza        |                                          |  |  |       |  |  |                               |  |  |                         |  |
|                                          |                        | 10. Giovanni VI del Portogallo            | 20. Pietro III del Portogallo (= 18)     |  |  |       |  |  |                               |  |  |                         |  |
|                                          |                        | 10. Giovanni VI del Portogallo            | 20. Pietro III del Portogallo (= 18)     |  |  |       |  |  |                               |  |  |                         |  |
|                                          |                        | 10. Giovanni VI del Portogallo            | 21. Maria I del Portogallo (= 19)        |  |  |       |  |  |                               |  |  |                         |  |
| 5. Maria Teresa di Braganza              |                        | 10. Giovanni VI del Portogallo            |                                          |  |  |       |  |  |                               |  |  |                         |  |
|                                          |                        | 11. Carlotta Gioacchina di Borbone-Spagna | 22. Carlo IV di Spagna (= 12)            |  |  |       |  |  |                               |  |  |                         |  |
|                                          |                        | 11. Carlotta Gioacchina di Borbone-Spagna | 22. Carlo IV di Spagna (= 12)            |  |  |       |  |  |                               |  |  |                         |  |
|                                          |                        | 11. Carlotta Gioacchina di Borbone-Spagna | 23. Maria Luisa di Borbone-Parma (= 13)  |  |  |       |  |  |                               |  |  |                         |  |
| 1. Pietro di Borbone-Spagna              |                        | 11. Carlotta Gioacchina di Borbone-Spagna |                                          |  |  |       |  |  |                               |  |  |                         |  |
|                                          | 12. Carlo IV di Spagna | 24. Carlo III di Spagna (= 16)            |                                          |  |  |       |  |  |                               |  |  |                         |  |
|                                          | 12. Carlo IV di Spagna | 24. Carlo III di Spagna (= 16)            |                                          |  |  |       |  |  |                               |  |  |                         |  |
|                                          | 12. Carlo IV di Spagna | 25. Maria Amalia di Sassonia (= 17)       |                                          |  |  |       |  |  |                               |  |  |                         |  |
| 6. Francesco di Paola di Borbone-Spagna  | 12. Carlo IV di Spagna |                                           |                                          |  |  |       |  |  |                               |  |  |                         |  |
|                                          |                        | 13. Maria Luisa di Borbone-Parma          | 26. Filippo I di Parma                   |  |  |       |  |  |                               |  |  |                         |  |
|                                          |                        | 13. Maria Luisa di Borbone-Parma          | 26. Filippo I di Parma                   |  |  |       |  |  |                               |  |  |                         |  |
|                                          |                        | 13. Maria Luisa di Borbone-Parma          | 27. Luisa Elisabetta di Borbone-Francia  |  |  |       |  |  |                               |  |  |                         |  |
| 3. Maria Cristina di Borbone-Spagna      |                        | 13. Maria Luisa di Borbone-Parma          |                                          |  |  |       |  |  |                               |  |  |                         |  |
|                                          |                        | 14. Francesco I delle Due Sicilie         | 28. Ferdinando I delle Due Sicilie       |  |  |       |  |  |                               |  |  |                         |  |
|                                          |                        | 14. Francesco I delle Due Sicilie         | 28. Ferdinando I delle Due Sicilie       |  |  |       |  |  |                               |  |  |                         |  |
|                                          |                        | 14. Francesco I delle Due Sicilie         | 29. Maria Carolina d'Asburgo-Lorena      |  |  |       |  |  |                               |  |  |                         |  |
| 7. Luisa Carlotta di Borbone-Due Sicilie |                        | 14. Francesco I delle Due Sicilie         |                                          |  |  |       |  |  |                               |  |  |                         |  |
|                                          |                        | 15. Maria Isabella di Borbone-Spagna      | 30. Carlo IV di Spagna (= 12, 22)        |  |  |       |  |  |                               |  |  |                         |  |
|                                          |                        | 15. Maria Isabella di Borbone-Spagna      | 30. Carlo IV di Spagna (= 12, 22)        |  |  |       |  |  |                               |  |  |                         |  |
|                                          |                        | 15. Maria Isabella di Borbone-Spagna      | 31 Maria Luisa di Borbone-Parma (13, 23) |  |  |       |  |  |                               |  |  |                         |  |
|                                          |                        | 15. Maria Isabella di Borbone-Spagna      |                                          |  |  |       |  |  |                               |  |  |                         |  |